# Macrocolura sagittistipula
Macrocolura sagittistipula là một loài Rêu trong họ Lejeuneaceae. Loài này được (Spruce) R.M. Schust. mô tả khoa học đầu tiên năm 1994.